# FC Walsall
Der FC Walsall (offiziell: Walsall Football Club) – auch bekannt als The Saddlers – ist ein englischer Fußballklub aus Walsall. Er spielte seit der Saison 2007/08 bis zum Abstieg 2019 in der drittklassigen EFL League One.

## Geschichte

Die Mannschaft von 1893

Altes Logo von FC Walsall

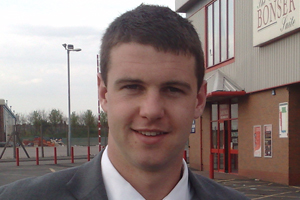
Anthony Gerrard, spielte von 2004 bis 2009 für den FCW

Der FC Walsall wurde 1888 durch einen Zusammenschluss der beiden ortsansässigen Verein Walsall Swifts und Walsall Town, beide in der zweiten Hälfte der 1870er Jahre gegründet, als Walsall Town Swifts gegründet. Seit 1895 trägt er seinen heutigen Namen. Nach mehreren Jahren im Non-League-Bereich wurde der Verein 1892 in die Football League aufgenommen, aus der er 1895 wieder ausscheiden musste. Ein Jahr später wurde er erneut in den Profifußball aufgenommen. Nachdem der Klub 1901 erneut ausscheiden musste, kehrte man erst mit Bildung der Third Division North in die Football League zurück, der man seither ununterbrochen angehört. Überwiegend spielte das Team seither dabei dritt- und viertklassig.
1961 stieg der Club erstmals für zwei Jahre in die Second Division auf. Größter Erfolg war das Erreichen des Halbfinales im League Cup 1984. Damals hatte Walsall in der vierten Runde den FC Arsenal mit 2:1 besiegt. Im Halbfinale erreichten sie zunächst ein 2:2 gegen den FC Liverpool, verloren aber das Rückspiel gegen den späteren Sieger mit 0:2. 25 Jahre nach dem Abstieg kam der Club 1988 noch mal für ein Jahr in die zweite Liga und ein gutes Jahrzehnt später spielte man 1999/00 und 2001 bis 2004 die bisher längste Zeit in der zweithöchsten Klasse, die nunmehr Football League First Division hieß. Zu der Zeit wurde am 11. Februar 2003 im Ligaspiel gegen die Wolverhampton Wanderers mit 11.037 Zuschauern auch der beste Besuch der Vereinsgeschichte verzeichnet. 2006 wurde Walsall Letzter in der Football League One, seit 2004 die dritthöchste Spielklasse, und stieg in die Viertklassigkeit ab. Dort gewann Walsall jedoch gleich den ersten Platz und stieg wieder auf. 2015 spielte der Klub anlässlich des Endspiels um die Football League Trophy erstmals im Wembley-Stadion, die Partie gegen Bristol City endete mit einer 0:2-Niederlage.

## Ligazugehörigkeit
- 1888–1889: The Combination
- 1889–1892: Football Alliance
- 1892–1895: Football League Second Division
- 1895/96: Midland League
- 1896–1901: Football League Second Division
- 1901–1903: Midland League
- 1903–1921: Birmingham & District League
- 1921–1958: Football League Third Division
- 1958–1960: Football League Fourth Division
- 1960/61: Football League Third Division
- 1961–1963: Football League Second Division
- 1963–1979: Football League Third Division
- 1979/80: Football League Fourth Division
- 1980–1988: Football League Third Division
- 1988/89: Football League Second Division
- 1989/90: Football League Third Division
- 1990–1992: Football League Fourth Division
- 1992–1995: Football League Third Division
- 1995–1999: Football League Second Division
- 1999/00: Football League First Division
- 2000/01: Football League Second Division
- 2001–2004: Football League First Division
- 2004–2006: Football League One
- 2006/07: Football League Two
- 2007–2019: Football League One / EFL League One
- seit 2019: EFL League Two

## Trainer
- Richard Money (2006–2008)
- Brian Dutton (2021)
- Matthew Taylor (2021–2022)
- Michael Flynn (2022–2023)